# Salinas del Manzano
Salinas del Manzano – gmina w Hiszpanii, w prowincji Cuenca, w Kastylii-La Mancha, o powierzchni 33,65 km². W 2011 roku gmina liczyła 95 mieszkańców.